# Lunds universitets författarskola
Lunds universitets författarskola (LUFS) är en utbildning startad år 2002 vid Lunds Universitets Språk- och litteraturcentrum.
Författarskolan startades på initiativ av Björn Larsson för att erbjuda en tvåårig universitetskurs med ett flertal etablerade författare som lärare och handledare. Målet för utbildningen är att utveckla en kunskap och skicklighet i det professionella skrivandets konst och att under utbildningen skriva en utgivningsbar bok av något slag. Åren 2002–2015 har cirka 250 elever genomgått utbildningen och cirka 40% av dessa har hittills fått litterära verk publicerade på etablerade bokförlag.